# Opicina
Opicina (slovinsky Opčine) je městská část Terstu, původně samostatná obec. Nachází se na samotné italsko-slovinské hranici, v blízkosti dálnic RA 13 a dálnice RA14, na hlavním silničním tahu z Terstu do města Sežana ve Slovinsku. Žije zde 7950 obyvatel. Dříve byla známá pod názvem Poggioreale del Carso.
Obec se nachází na rozsáhlé krasové pláni umístěné několik set metrů nad mořem. Všechny komunikace z Terstu směrem do Opiciny překonávají značný výškový rozdíl. Název původní obce pochází rovněž ze slovinštiny (ob p'cine) a do češtiny jej lze přeložit jako na útesu. Během období fašistické Itálie byl název italianizován do podoby Poggioreale del Carso, později byl vrácen název historický.
Obyvatelstvo je smíšené, zastoupena je slovinská a italská národnost. Zatímco v roce 1911 zde bylo téměř 90 % obyvatel Slovinců, po roce 1970 začal být poměr vyrovnaný.
V obci se nachází železniční stanice s velkým seřaďovacím kolejištěm. S centrem Terstu je Opicina od roku 1902 propojena unikátní tramvajovou tratí, která je na části svého úseku – v největším stoupání kombinovaná s lanovou dráhou.